# Louvenne
Louvenne ist eine Ortschaft und eine Commune déléguée in der französischen Gemeinde Val Suran mit 131 Einwohnern (Stand: 1. Januar 2019) im Département Jura in der Region Bourgogne-Franche-Comté. 
Die Gemeinde Louvenne wurde am 1. Januar 2017 mit Bourcia, Saint-Julien und Villechantria zur neuen Gemeinde Val Suran zusammengeschlossen. Sie gehörte zum Arrondissement Lons-le-Saunier und zum Kanton Saint-Amour.

## Geografie
Der Fluss Suran führt von Gigny kommend und nach Saint-Julien durch den Südwesten der ehemaligen Gemeindegemarkung. Die weiteren Nachbargemeinden waren Monnetay, Montrevel und Andelot-Morval.

## Bevölkerungsentwicklung
| 1962 | 1968 | 1975 | 1982 | 1990 | 1999 | 2008 | 2017 |
| ---- | ---- | ---- | ---- | ---- | ---- | ---- | ---- |
| 181  | 154  | 142  | 137  | 122  | 113  | 143  | 120  |

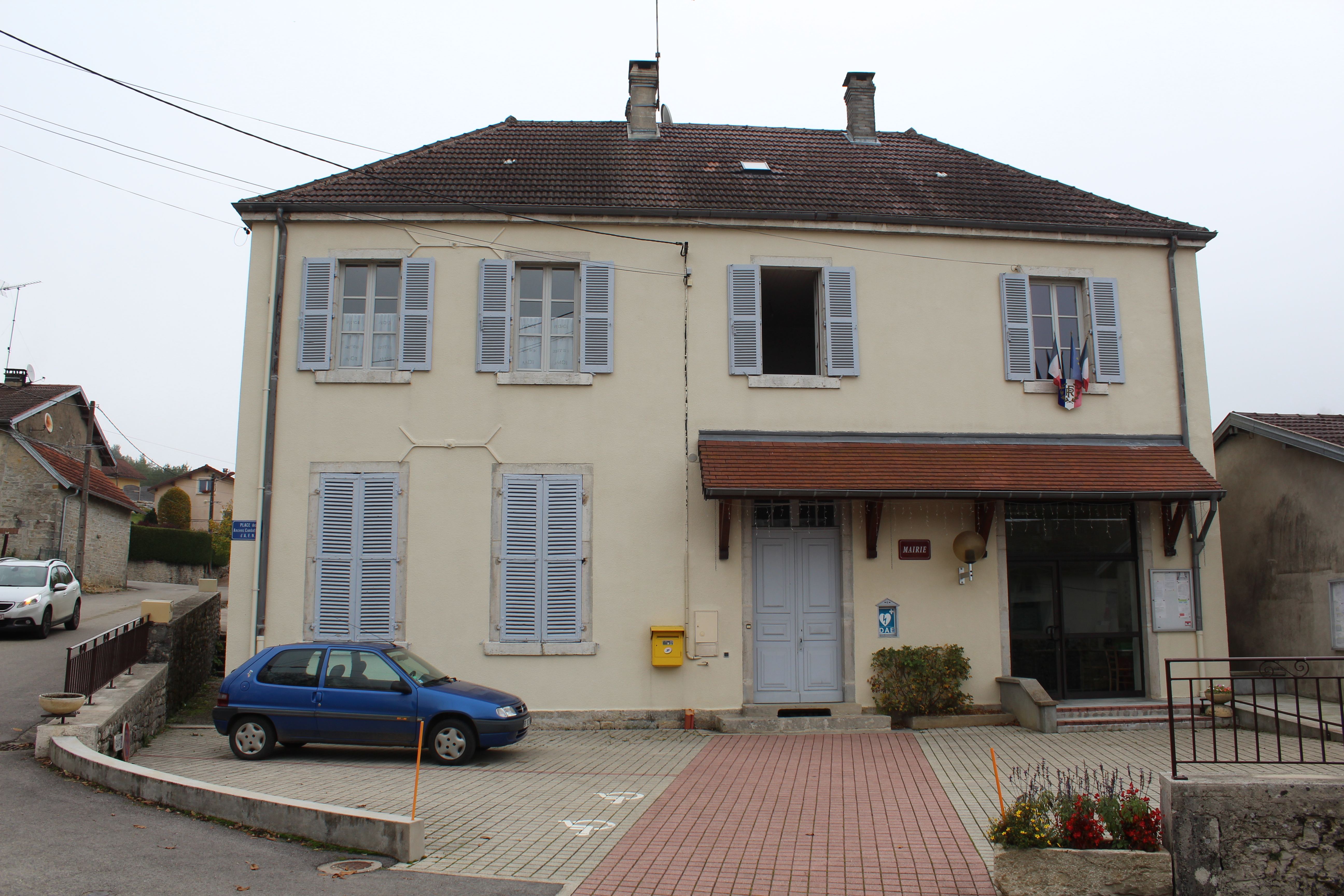
Ehemalige Mairie
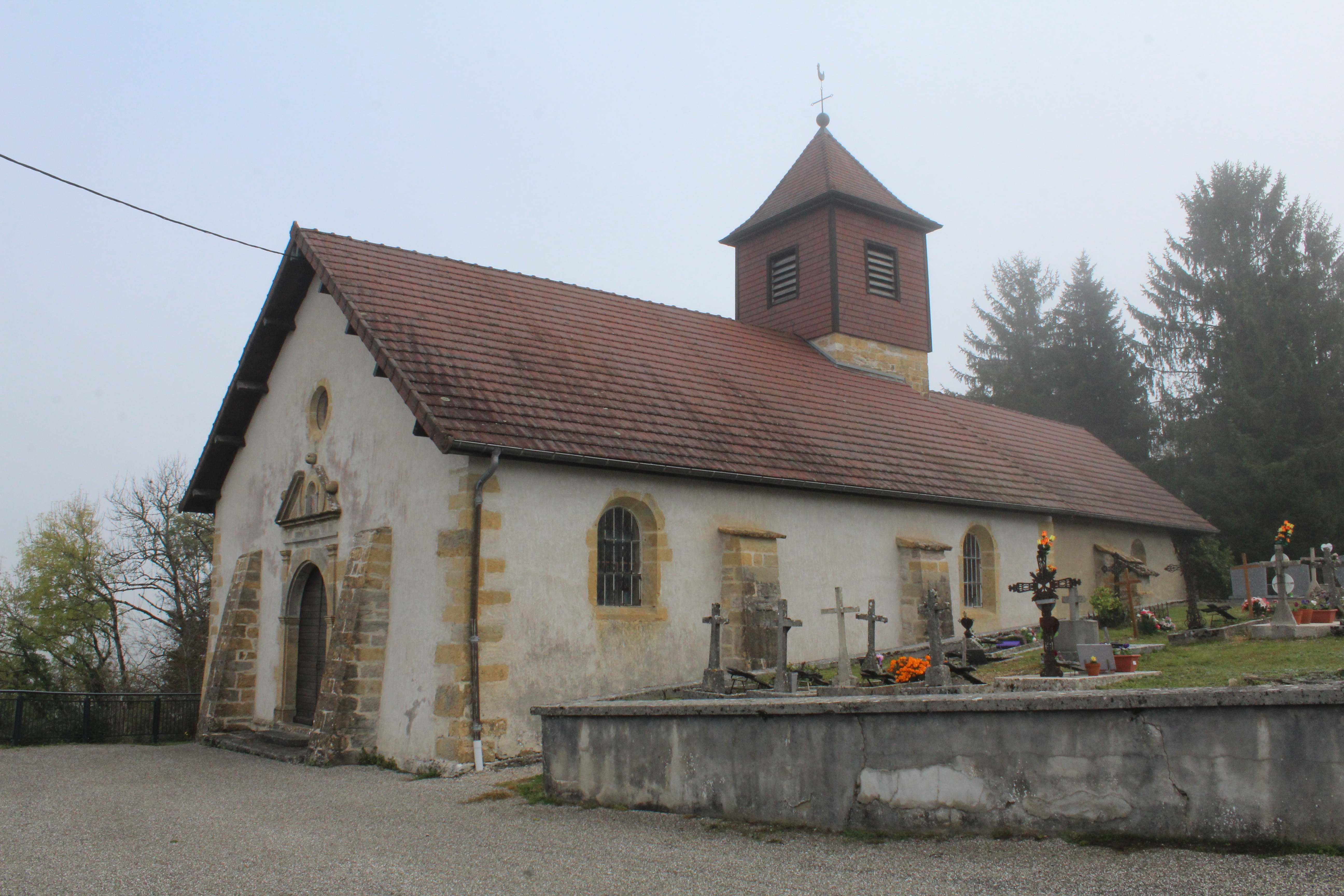
Kirche der Kimmelfahrt der Muttergottes